# Australian Open 1970
Die 58. Australian Open 1970 waren ein Tennis-Rasenplatzturnier der Klasse Grand Slam, das von der ILTF veranstaltet wurde. Es fand vom 20. bis 27. Januar in Sydney, Australien statt.
Titelverteidiger im Einzel waren Rod Laver bei den Herren sowie Margaret Court bei den Damen. Im Herrendoppel waren Rod Laver und Roy Emerson, im Damendoppel Margaret Court und Judy Dalton die Titelverteidiger.

## Herreneinzel

### Setzliste
| Nr. | Spieler        | Erreichte Runde |
| --- | -------------- | --------------- |
| 01. | Tony Roche     | Viertelfinale   |
| 02. | John Newcombe  | Viertelfinale   |
| 03. | Tom Okker      | Viertelfinale   |
| 04. | Arthur Ashe    | Sieg            |
| 05. | Stan Smith     | Achtelfinale    |
| 06. | Dennis Ralston | Halbfinale      |
| 07. | Nikola Pilić   | Achtelfinale    |
| 08. | Bob Lutz       | Achtelfinale    |

| Nr. | Spieler         | Erreichte Runde |
| --- | --------------- | --------------- |
| 09. | Roger Taylor    | Halbfinale      |
| 10. | Ray Ruffels     | Viertelfinale   |
| 11. | Allan Stone     | Achtelfinale    |
| 12. | Dick Crealy     | Finale          |
| 13. | Bill Bowrey     | Achtelfinale    |
| 14. | John Alexander  | Achtelfinale    |
| 15. | Gerald Battrick | Achtelfinale    |
| 16. | Bob Carmichael  | 2. Runde        |

## Dameneinzel

### Setzliste
| Nr. | Spielerin       | Erreichte Runde |
| --- | --------------- | --------------- |
| 01. | Margaret Court  | Sieg            |
| 02. | Kerry Melville  | Finale          |
| 03. | Winnie Shaw     | Halbfinale      |
| 04. | Karen Krantzcke | Halbfinale      |

| Nr. | Spielerin          | Erreichte Runde |
| --- | ------------------ | --------------- |
| 05. | Judy Dalton        | Viertelfinale   |
| 06. | Christina Sandberg | Viertelfinale   |
| 07. | Lesley Hunt        | Viertelfinale   |
| 08. | Kerry Harris       | Achtelfinale    |

## Herrendoppel

### Setzliste
| Nr. | Paarung                    | Erreichte Runde |
| --- | -------------------------- | --------------- |
| 01. | John Newcombe Nikola Pilić | Viertelfinale   |
| 02. | Bob Lutz Stan Smith        | Sieg            |
| 03. | Arthur Ashe Dennis Ralston | Achtelfinale    |
| 04. | Dick Crealy Allan Stone    | Halbfinale      |

| Nr. | Paarung                  | Erreichte Runde |
| --- | ------------------------ | --------------- |
| 05. | Tom Okker Roger Taylor   | Achtelfinale    |
| 06. | Mal Anderson Tony Roche  | Achtelfinale    |
| 07. | Bill Bowrey Ray Ruffels  | Achtelfinale    |
| 08. | John Alexander Phil Dent | Finale          |

## Damendoppel

### Setzliste
| Nr. | Paarung                        | Erreichte Runde |
| --- | ------------------------------ | --------------- |
| 01. | Margaret Court Judy Dalton     | Sieg            |
| 02. | Karen Krantzcke Kerry Melville | Finale          |
| 03. | Kerry Harris Winnie Shaw       | Halbfinale      |
| 04. | Jan O’Neill Christina Sandberg | Viertelfinale   |

## Mixed
Zwischen 1970 und 1986 wurden keine Mixed-Wettbewerbe bei den Australian Open ausgetragen.